# Gulveer Singh
Gulveer Singh (Distretto di Aligarh, 1º giugno 1998) è un mezzofondista indiano.

## Palmarès
| Anno | Manifestazione             | Sede     | Evento         | Risultato | Prestazione | Note                  |
| ---- | -------------------------- | -------- | -------------- | --------- | ----------- | --------------------- |
| 2023 | Campionati asiatici        | Bangkok  | 5000 m piani   | Bronzo    | 13'48"33    |                       |
| 2023 | Campionati asiatici        | Bangkok  | 10000 m piani  | 5º        | 29'53"69    |                       |
| 2024 | Campionati asiatici indoor | Teheran  | 3000 m piani   | dq        | dq          |                       |
| 2024 | Mondiali di cross          | Belgrado | Corsa seniores | 43º       | 30'07"      |                       |
| 2025 | Campionati asiatici        | Gumi     | 5000 m piani   | Oro       | 13'24"77    | Record dei campionati |
| 2025 | Campionati asiatici        | Gumi     | 10000 m piani  | Oro       | 28'38"63    |                       |

## Campionati nazionali
2022
- Argento ai campionati indiani, 5000 m piani - 14'11"24

2023
- Argento ai campionati indiani, 10000 m piani - 29'03"78
- Oro ai campionati indiani, 5000 m piani - 13'43"23

2024
- Argento ai campionati indiani, 10000 m piani - 29'50"38
- Oro ai campionati indiani, 5000 m piani - 13'34"67

## Altre competizioni internazionali
2022
- 17º alla World 10K Bangalore ( Bangalore) - 30'06"

2025
- 9º al Doha Diamond League ( Doha), 5000 m piani - 13'24"32
- 6º al The TEN ( San Juan Capistrano), 10000 m piani - 27'00"22
- Argento al Boston University David Hemery Valentine Invitational ( Boston), 3000 m piani indoor - 7'38"66